# Carina Boberg
Carina Helen Boberg (født 12. maj 1952, død 31. maj 2020) var en svensk skuespillerinde.
Boberg studerede på Teaterhögskolan i Göteborg og blev ansat ved Göteborgs stadsteater i 1983. Hun arbejdede blandt andet også på Uppsala stadsteater og Östgötateatern. På tv er hun nok mest kendt for sin hovedrolle som Bettan i komedieserien Rena Rama Rolf, hvor blandt andre Lasse Brandeby også medvirkede.

## Privatliv
Boberg var gift med skuespilleren Göran Ragnerstam og sammen fik de datteren Matilda Ragnerstam. Hun døde 68 år gammel den 31. maj 2020 efter længere tids sygdom.

## Udvalgt filmografi
- Rena rama Rolf (tv-serie, 1994-1998)
- Glappet (tv-serie, 1997)
- Bekendelsen (tv-serie, 2001)
- Suxxess (2002)
- Skeppsholmen (tv-serie, 2002)
- Kops (2003)
- Miffo (2003)
- Håkan Bråkan (julekalender, 2003)
- Frekvenser av en pyjamas (kortfilm, 2020)